# Pic de Serra Gallinera
El Pic, o Puig, de Serra Gallinera és una muntanya de 2.663 metres que fa de límit dels termes comunals de Mentet i de Nyer, tots dos de la comarca del Conflent, a la Catalunya del Nord. Es troba a la zona nord-occidental del terme de Mentet i al sud del de Pi de Conflent, a prop també del triterme amb Fontpedrosa. És al nord de Serra Gallinera.
El Pic de Serra Gallinera està inclòs en la major part d'excursions de la zona occidental del Massís del Canigó.